# Annatto
L'annatto è un colorante giallo-rossiccio che in condizioni standard si presenta in fase solida.

## Storia
Per secoli il composto è stato un ingrediente tradizionale nella preparazione del cibo e di cosmetici in America Centrale e Meridionale. I nativi lo preparavano strofinando i semi con oli estratti da altre piante. Gli Aztechi lo mischiavano con il cacao per ottenere un gusto speciale e un colore più accattivante al cioccolato. Una bevanda cerimoniale contenente annatto simile al sangue umano era un importante rituale per i popoli Indiani.
Questo è probabilmente il motivo alla base dell'uso cosmetico dell'annatto nell'America Latina prima dell'arrivo degli spagnoli. Colorarsi il corpo con tintura di annatto era generalmente fatto dalle donne sul corpo dei soldati come atto simbolico a rappresentazione del sangue.
Durante la colonizzazione spagnola dell'America questa cerimonia fu bandita alla stregua di rituale pagano, nonostante il fatto che gli spagnoli espressero un particolare interesse in questo colorante. I commercianti olandesi e inglesi che raggiunsero i porti sud americani nel XVII secolo furono da subito interessati all'annatto che scambiarono con prodotti europei riportandone in patria i semi.
L'annatto fu infatti il primo colorante vegetale importato in Europa dopo la scoperta dell'America. I semi di annatto e i rispettivi estratti sono stati usati in Europa e Nord America per oltre 100 anni come coloranti alimentari. Negli Stati Uniti il primo prodotto alimentare colorato con annatto venne presentato all'Esposizione universale di Philadelphia nel 1876.

## Caratteristiche strutturali e fisiche

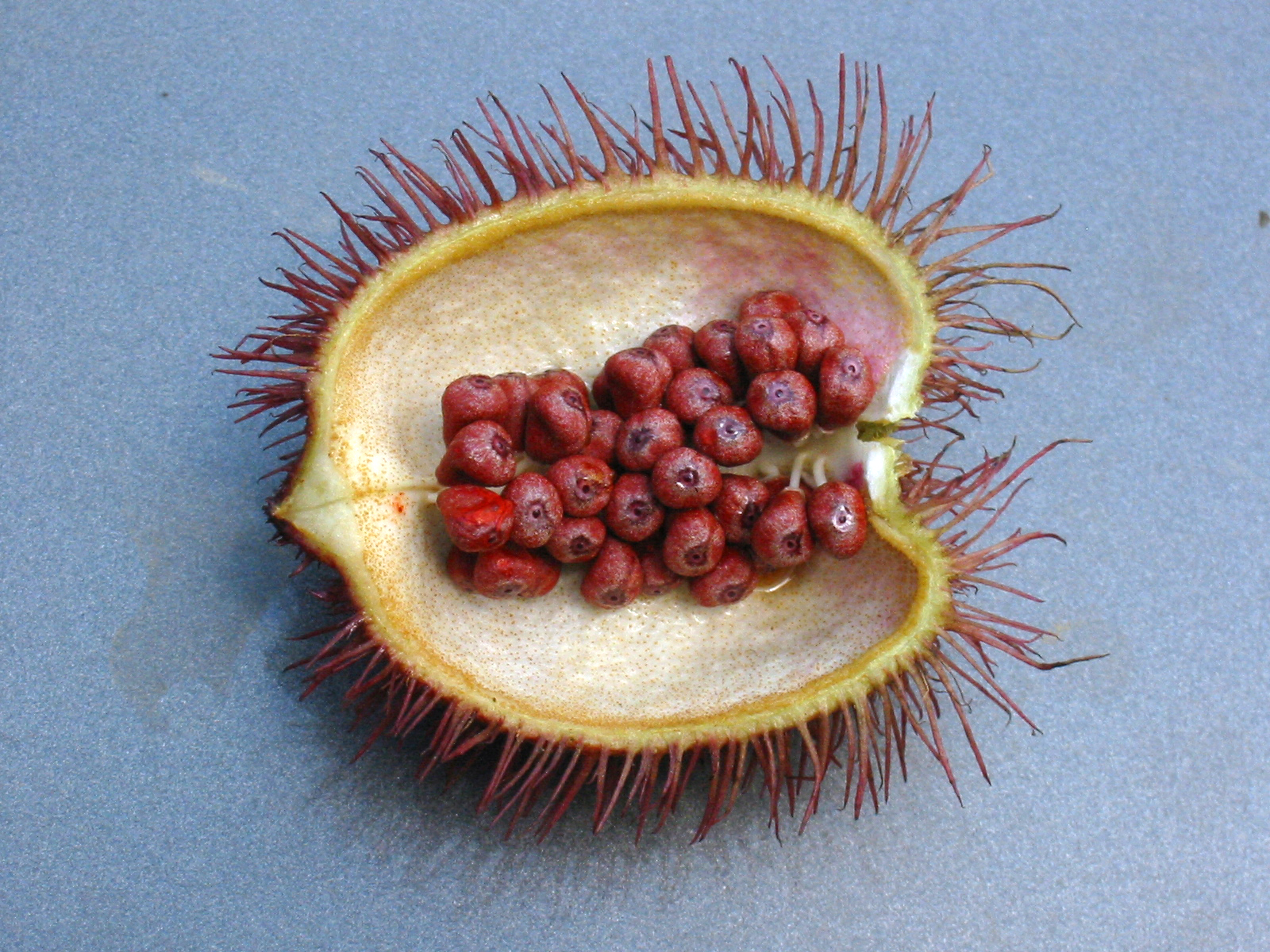
Semi di Bixa orellana

L'annatto è costituito da una miscela di bixina e norbissina che, nonostante la loro somiglianza strutturale, hanno proprietà fisico-chimiche significativamente differenti e pertanto applicazioni diverse a seconda delle caratteristiche della matrice alimentare.

Il composto risulta solubile in alcol, etere e oli. La pressione di vapore del composto è stata stimata pari a 1,75 x 10−11 Torr a 25 °C. La costante della legge di Henry per il composto è stata stimata essere pari a 6,43 x 10−17 m3atm/mol a 25 °C. Se riscaldato fino a decomposizione produce fumi acri ed irritanti. 

## Abbondanza e disponibilità
Il composto viene estratto dalla parte più esterna dei semi della Bixa orellana, una pianta spontanea che cresce come arbusto o piccolo albero. È conosciuto con molti altri nomi comuni, tra cui pianta del rossetto, roucou, achiote, bija, urucu e shambu. Viene coltivato in Sud America, dal Messico all'Argentina, così come nei Caraibi. Cresce spontaneamente e viene coltivato nelle regioni subtropicali e tropicali di tutto il mondo.
Il nome scientifico della pianta ricorda quello di Francisco de Orellana, luogotenente di Pizarro, che nel 1540 attraversò per primo il continente sudamericano dal Pacifico all'Atlantico, scoprendo e percorrendo il Rio delle Amazzoni.

## Sintesi
Il colorante viene preparato estraendo i semi di annatto con un agente estraente ottenuto da uno o più materiali alimentari approvati, scelti da un elenco che include vari solventi, oli e grassi vegetali commestibili, e soluzioni acquose e alcoliche alcaline. A seconda dell'uso previsto, gli estratti alcalini vengono spesso trattati con acidi alimentari per precipitare i pigmenti di annatto, che a loro volta possono essere purificati ulteriormente mediante ricristallizzazione da un solvente approvato.

## Reattività e caratteristiche chimiche

### Derivati
- Annatto B (pigmento al 92% di cui 97% bixina e 1,7% norbissina)
- Annatto C (annatto estratto con solvente contenente il 91,6% di norbissina)
- Annatto D (estratto di annatto lavorato con olio, contenente 10,8% di pigmento, di cui 94% di bixina e l'1,7% norbissina)
- Annatto E (estratto di annatto lavorato in ambiente acquoso, contenente 26% di pigmento, di cui il 90% bixina e il 4,2% norbissina)
- Annatto F[11]

## Farmacologia e tossicologia

### Farmacocinetica
Sono stati analizzati il sangue e gli escrementi di volontari maschi adulti per la presenza di pigmenti di annatto dopo la somministrazione di singole dosi orali di:
- soluzione contenente lo 0,1% di annatto (0,22% di bixina) e prodotti di degradazione termica in olio vegetale OSB (7 mg/kg),
- sospensione di annatto allo 0,2% (principalmente bixin, 1,84%) in olio vegetale R10 (7 mg/kg)
- preparazione idrosolubile di annatto allo 0,1% (principalmente norbixin, 0,27%) WSA (14 mg/kg)

I campioni di sangue sono stati prelevati tra le 2 e le 12 ore dopo il trattamento, l’urina è stata raccolta entro 7 ore dalla dose, e le feci nei 2 giorni successivi al giorno del trattamento. I risultati hanno evidenziato che:
- WSA (14 mg/kg) ha prodotto un livello ematico di 12 µg/mL dopo 2 ore e un quarto, corrispondente al 6% della dose;
- OSB (7 mg/kg) ha prodotto un livello ematico di 2,4 µg/mL dopo 3 ore, corrispondente al 2,4% della dose;
- R10 (7 mg/kg) ha prodotto un livello ematico di 0,44 µL/mL dopo 3 ore e un quarto, corrispondente allo 0,32% della dose.

I livelli ematici sono tornati a zero dopo 6 ore per WSA (14 mg/kg), OSB (7 mg/kg) e R10 (7 mg/kg). Nessun pigmento di annatto è stato rilevato nei campioni di urina né in quelli di feci raccolti il giorno successivo. Le feci raccolte il secondo giorno dopo il trattamento contenevano 0,17 mg di R10 (0,03% della dose) e 0,44 mg di WSA (0,06% della dose), ma non sono stati rilevati pigmenti associati al consumo di OSB. Di conseguenza, come avviene nel ratto, i pigmenti dell’annatto sono stati assorbiti e rapidamente eliminati dal sangue.

### Farmacodinamica
La bixina, insieme ad altri carotenoidi come il beta-carotene, la luteina e la cantaxantina, ha dimostrato di sopprimere l'esplosione respiratoria indotta dalla parametossianfetamina (PMA) nei macrofagi peritoneali dei ratti. L'azione sembra essere associata alla capacità dei carotenoidi di neutralizzare il superossido, ed è stato suggerito un possibile ruolo protettivo dei carotenoidi in vivo per proteggere le cellule ospiti dagli effetti dannosi dei metaboliti dell'ossigeno.

### Tossicologia
L'annatto è stato segnalato come un antiossidante efficace, ma si sa poco delle sue potenziali proprietà chemopreventive. Una dose fino a 10 µg/mL di annatto non ha mostrato attività mutagenica. I risultati di uno studio dimostrano indicano che l'annatto presenta attività antimutagenica in vitro, ma il suo effetto protettivo dipende dal mutageno e dal tipo di trattamento, suggerendo un potenziale utilizzo come agente chemopreventivo.

## Applicazioni
L'annatto viene utilizzato come:
- colorante alimentare (E160b) per prodotti lattiero-caseaari, in particolare burro e formaggio (es. cheddar, cheshire, red leicester), prodotti di pasticceria a base di farina, prodotti a base di carne, bevande analcoliche, pesce, snack e preparati secchi[3][6]
- come stabilizzante alimentare (antiossidante)[5]
- nei prodotti cosmetici[14]
- la norbissina, è autorizzata come additivo per mangimi destinati a gatti e cani[15]
- nelle tinture per legno[6]
- nelle vernici[6]
- come repellente per insetti[6]

## Impatto ambientale
Se rilasciato nell'aria, sulla base del valore della pressione di vapore stimata, l'annatto esisterà esclusivamente nella fase particolata nell'atmosfera. L'annatto in fase particolata verrà rimosso dall'atmosfera tramite deposizione umida o secca. L'annatto contiene cromofori che assorbono a lunghezze d'onda superiori a 290 nm, e quindi potrebbe essere suscettibile alla fotolisi diretta causata dalla luce solare.
Se rilasciato nel suolo, l'annatto è previsto come immobile sulla base di un Koc stimato di 7,2 × 10⁵. La volatilizzazione dalle superfici del suolo umido non è considerata un processo significativo, sulla base della costante di Henry stimata. Se rilasciato nell'acqua, l'annatto si prevede venga adsorbito ai solidi sospesi e ai sedimenti, sulla base del Koc stimato. I dati sulla biodegradazione in acqua e suolo non sono disponibili. La volatilizzazione dalle superfici dell'acqua non è considerata un processo significativo, sulla base della costante di Henry stimata.
Un BCF stimato di 56 suggerisce che il potenziale di bioconcentrazione negli organismi acquatici è moderato, a condizione che il composto non venga metabolizzato dall'organismo. L'idrolisi non è considerata un processo ambientale significativo, poiché questo composto non possiede gruppi funzionali che si idrolizzano nelle condizioni ambientali.